# Interstate 84 (west)
De Interstate 84 west (afgekort I-84) is een Interstate highway in de Verenigde Staten. De snelweg loopt van Portland tot aan Echo. De snelweg is ongeveer 1200 kilometer lang.

## Traject

### Interstate 84 inOregon
De snelweg begint in Portland, de grootste stad van Oregon, aan de Interstate 5. Vanaf hier loopt de snelweg pal naar het oosten, parallel aan de rivier de Columbia. Bij Hermiston eindigt de Interstate 82, andere plaatsen van belang zijn Pendleton en Ontario, waar de snelweg de grens met Idaho overgaat. De route in Oregon is 603 kilometer lang.

### Interstate 84 inIdaho
De snelweg loopt door het zuiden van deze grote staat, en komt bij Fruitland de staat binnen. Men passeert langs de dichter bevolkte regio rond Boise, de hoofdstad van Idaho. Verder in het zuiden komt men nog langs Twin Falls. Bij Rupert kruist men de Interstate 86, die naar Pocatello loopt. De route in Idaho is 444 kilometer lang.

### Interstate 84 inUtah
Men doorkruist het noorden van de staat, van woestijnen tot bergen. Tussen Tremonton en Ogden loopt de snelweg samen met de Interstate 15. Vanaf Ogden loopt de weg verder naar het oosten, tot aan Echo, waar de snelweg eindigt op de Interstate 80, niet ver van Salt Lake City. De route in Utah is 192 kilometer lang.

## Lengte
| Staat  | km       | mijl   |  |
|        |          |        |  |
| Oregon | 603,78   | 375.17 |  |
| Idaho  | 443,76   | 275.74 |  |
| Utah   | 191,05   | 118.71 |  |
|        |          |        |  |
| Totaal | 1.238,58 | 769.62 |  |

2 · 4 · 5 · 8 · 10 · 12 · 15 · 16 · 17 · 19 · 20 · 22 · 24 · 25 · 26 · 27 · 29 · 30 · 35 · 37 · 39 · 40 · 43 · 44 · 45 · 49 · 55 · 57 · 59 · 64 · 65 · 66 · 68 · 69 · 70 · 71 · 72 · 73 · 74 · 75 · 76 (west) · 76 (oost) · 77 · 78 · 79 · 80 · 81 · 82 · 83 · 84 (west) · 84 (oost) · 85 · 86 (west) · 86 (oost) · 87 · 88 (west) · 88 (oost) · 89 · 90 · 91 · 93 · 94 · 95 · 96 · 97 · 99 · 165 · 238 · 265 · 277 · 278 · 287 · 355 · 390 · 465 · 485 · 565 · 684 · 787 · 790 · 865

Hawaii:
H-1 · H-2 · H-3  
Alaska:
A-1 · A-2 · A-3 · A-4  
Puerto Rico:
PR-1 · PR-2 · PR-3